# John Ampomah
John Ampomah (né le 11 juillet 1990 à Konongo) est un athlète ghanéen, spécialiste du lancer de javelot.

## Biographie
Il se distingue en 2012 en devenant vice-champion d'Afrique grâce à un jet à 70,65 m, un nouveau record national.
Il fait progresser son record en 2014 en terminant cinquième des championnats d'Afrique.

### Saison 2015
Début avril, John Ampomah lance le javelot à 76,50 m au meeting d'Auburn, puis dépasse pour la première fois la barre des 80 mètres lorsqu'il remporte les Penn Relays de Philadelphie. En juin il est deuxième des championnats NCAA.
Enfin, en septembre, il améliore une nouvelle fois le record du Ghana en prenant la deuxième place lors des Jeux africains de Brazzaville, avec 82,94 m derrière le recordman d'Afrique, l'Égyptien Ihab Abdelrahman el-Sayed.

### Saison 2016
En 2016, pour sa dernière compétition avec les Blue Raiders de Middle Tennessee, John Ampomah termine troisième des championnats NCAA avec un lancer à 76,44 m.
Quatre ans après, il redevient vice-champion d'Afrique en lançant à 76,44 m à Durban.
Le 8 juillet, il réalise 83,09 m à Cape Coast, un record du Ghana qui lui permet de se qualifier pour les Jeux. À Rio, ses 
80,39 m ne suffisent pas à atteindre la finale olympique.
En 2017, il est opéré de l'épaule droite en Finlande.

### Palmarès
| Date | Compétition            | Lieu        | Résultat | Épreuve | Performance |
| ---- | ---------------------- | ----------- | -------- | ------- | ----------- |
| 2012 | Championnats d'Afrique | Porto-Novo  | 2e       | Javelot | 70,65 m     |
| 2014 | Championnats d'Afrique | Nairobi     | 5e       | Javelot | 75,99 m     |
| 2015 | Jeux africains         | Brazzaville | 2e       | Javelot | 82,94 m     |
| 2016 | Championnats d'Afrique | Durban      | 2e       | Javelot | 75,22 m     |

### Records
| Épreuve           | Performance  | Lieu       | Date           |
| ----------------- | ------------ | ---------- | -------------- |
| Lancer du javelot | 83,09 m (NR) | Cape Coast | 8 juillet 2016 |